# Бриана Банкс
Бриана Банкс (на английски: Briana Banks) е артистичен псевдоним на Бриана Бани – американската порнографска актриса и модел от германски произход.

## Биография
Родена е на 21 май 1978 г. в Мюнхен, Германия с името Бриана Бани. Премества във Великобритания, а после в Съединените щати, когато е 7-годишна. Получава американско гражданство на 18-годишна възраст. Преди да влезе в развлекателната индустрия за възрастни, тя работи в магазин за приложни изкуства като чиновничка, библиотекарка и секретарка. След това, на 21-годишна възраст, напуска работата си като застрахователен агент и отговаря на обява за модели във вестник.
Кариерата на Бриана започва с актова фотография през 1999 в различни списания за възрастни. Нейният първи филм е University Coeds 18 (Университетски ученички 18), в който се снима с Брендън Айрън. През 2000, Банкс се снима във филма на Макс Хардкор Pure Max 1, където извършва различни сцени включващи анален секс, фистинг, гълтане на сперма и множествен златен душ. В индустрията започва работа под псевдонима Мираж, но през 2000 г. го сменя на „Бриана Банкс“, по съвет на нейната колежка Лита Чейз и след като си прави операция за увеличаване на гърдите.
През юни 2001 г. подписва с ексклузивен договор с компанията „Вивид Ентъртейнмънт“, за която снима в продължение на осем години и става изпълнителката с най-дългогодишен с договор с тази компания. Същия месец се появява на корицата на списанието „AVN“ и е избрана за любимка на месеца на списание „Пентхаус“.
През 2002 г. на пазара излиза екшън играчка, която прилича на Бриана. Компанията Cyber F/X от Лос Анджелис използва лазерна технология, за да сканира и създаде точен модел на нейното тяло и глава. След това компютърният модел е използван от Sota Toys, които произвеждат играчката. Тя има татуировка в долната част на гърба и татуировка на паяжина на лакътя си.
От 2003 г. Бриана е омъжена за порнозвездата Боби Витале, но на нейната страница в MySpace често споменава, че вече не са заедно.
През януари 2009 г. основавава своя собствена продуцентска компания – „Бриана Банкс Ентъртейнмънт“.
През 2015 г. подписва договор с агенцията „Society 15“ и обявява завръщането си в порноиндустрията след петгодишно прекъсване.

## Награди и номинации
- 2009: AVN зала на славата.[6][7]
- 2016: XRCO зала на славата.[8]

Носителка на индивидуални награди
- 2001: Hot d'Or награда за най-добра американска звезда.[9]
- 2001: NightMoves награда за най-добра нова звезда (избор на феновете).[10]
- 2006: Temptation награда за най-добър изпълнител на договор/най-ценна звезда на договор.[11]

Номинации за индивидуални награди
- 2004: Номинация за AVN награда за най-добра поддържаща актриса (видео).[12]
- 2006: Финалистка за F.A.M.E. награда за любима порноактриса.[13]
- 2006: Номинация за Temptation награда за най-добра актриса (видео) – за изпълнението на ролята ѝ във видеото „Изчервяване“.[14]
- 2006: Номинация за Temptation награда за съблазнителка.[14]
- 2007: Номинация за AVN награда за звезда на годината на договор.[15]
- 2008: Номинация за AVN награда за най-добра актриса (филм).[16]

Номинации за изпълнение на сцени
- 2008: Номинация за AVN награда за най-добра анална секс сцена (филм) – заедно с Кърт Локууд за изпълнението им на сцена във филма „Layout“.[16]
- 2009: Номинация за AVN награда за най-добра групова секс сцена – заедно с Мик Блу, Майкъл Стефано и Джон Стронг за изпълнение на сцена във филма „Перфектен мач“.[17]
- 2010: Номинация за AVN награда за най-добра секс сцена с двойно проникване – заедно с Бен Инглиш и Ото Бауер за изпълнение на сцена във филма „Ретроспекция“.[18]

Други признания и отличия
- 2001: Пентхаус любимка за месец юни.[5]